# 風華巴士有限公司

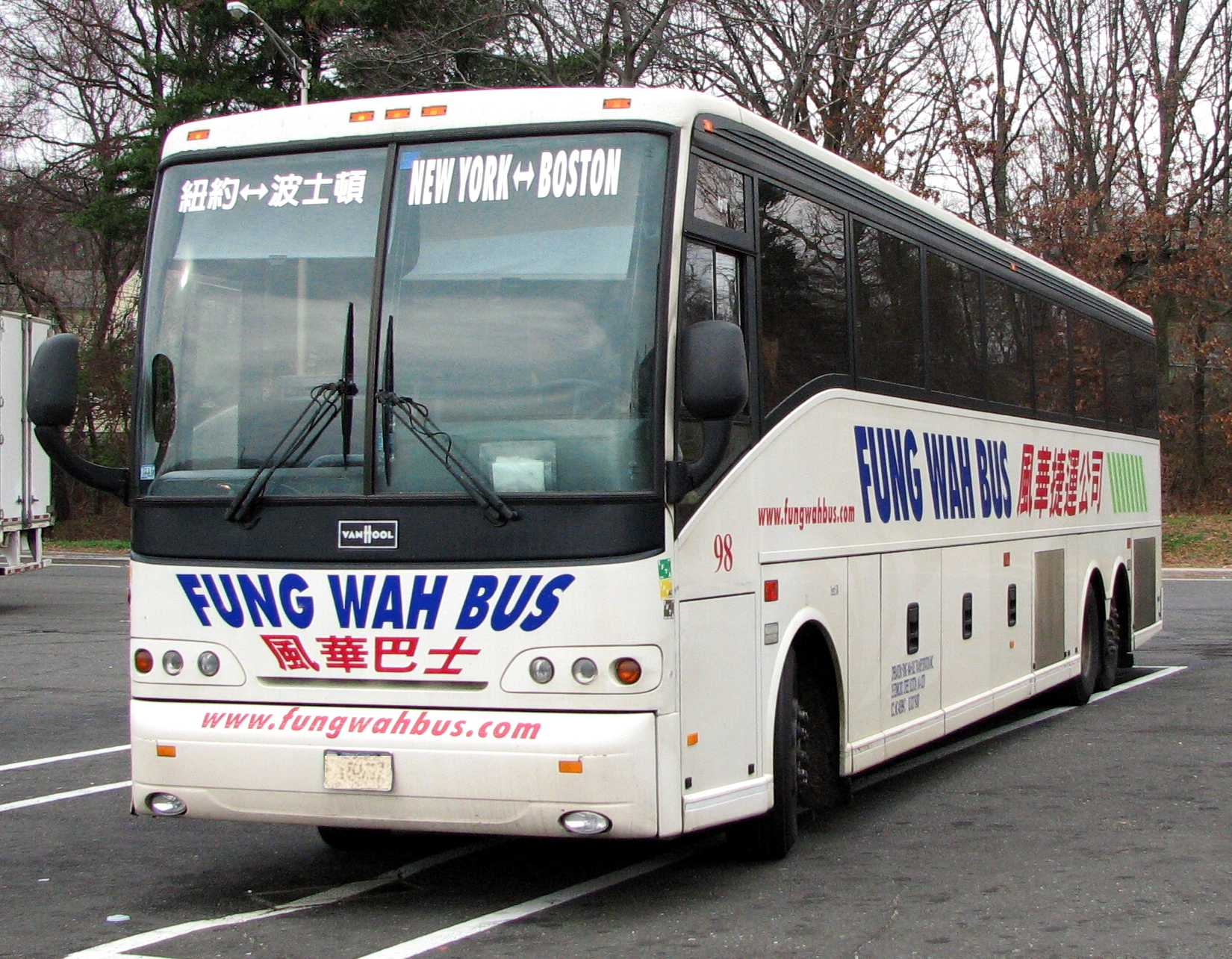
一輛風華的巴士在途中於康乃狄克州稍作停留

風華巴士有限公司（Fung Wah Bus Transportation Inc.）為一家经营往返於美國紐約市與波士頓間大巴的客運公司，成立於1997年，2012年起至今暂停营业。其英文名稱來自於廣東話中「風華」兩字的讀音。該公司每日營運班車至少20車次。像美國其他地區的中國城客運路線一樣，風華公司的公車路線於波士頓南站及位在紐約中國城內的公車站間行駛。2015年7月，该公司宣布永久停止营业。

## 歷史
風華公司成立之初以往來曼哈頓中國城及布魯克林間的小巴士服務為主，乘客大多為華僑。隔年其運行路線向北延伸至波士頓，逐漸成為一個低費用的城際客運系統。風華的客運路線原本是至波士頓的中國城一帶，但於2004年移至波士頓南站。

## 事故与争议事件
與其他同樣運行於紐約及波士頓之間的運輸系統相比，風華公司以其便宜的費用聞名，也因此成為年輕人及旅行者往來紐約及波士頓間最樂意搭乘的客運系統。該公司也因其高出事頻率而引发争议，例如一場由麻州首席檢察官歸檔的歧視訴訟案件，關於拒賣車票給一對攜有導盲犬的視覺障礙的情侶產生的糾紛。
2012年2月，麻州官员发现风华巴士部分老旧车辆存在安全隐患，要求该公司21辆巴士停驶接受安全检查，并要求联邦机构介入。3月28日，美国聯邦汽車運輸安全管理局(Federal Motor Carrier Safety Administration)勒令风华巴士全面终止营业，因其调查发现该公司沒有及時檢修車輛、偽造檢查紀錄、司機資格不過關、超時駕駛、未能通過藥物和酒精檢查等，对公众安全造成威胁。
2014年12月，风华巴士获准恢复营业，但须接受严格监管和限制。当时风华巴士希望于2015年初恢复营运。然而风华巴士于2015年5月表示，由于无法取得两年前失去的波士顿停靠站，该公司或将永久停业。2015年7月，该公司宣布永久停止营业。

## 外部連結
- 風華巴士公司網站 （页面存档备份，存于）